# Ельфріде Єлінек
Ельфрі́де Єлі́нек  (нім. Elfriede Jelinek; нар. 20 жовтня 1946, Мюрццушляґ) — австрійська письменниця та феміністка, нагороджена Нобелівською премією з літератури в 2004 році за «музичний потік голосів і протиголосів у романах і п'єсах, які з надзвичайною мовною ревністю розкривають абсурдність кліше суспільства та їх підкорюючу силу».

## Біографія
Народилася у місті Мюрццушляґ (Штирії). Батькові чесько-єврейського походження вдалося уникнути переслідувань під час Другої світової, оскільки він працював на стратегічно важливих хімічних підприємствах. Кілька десятків інших рідних стали жертвами Голокосту. Мати, яка жила в родині письменниці навіть коли та подорослішала, походила з колись процвітаючої віденської родини.
Сама Єлінек вважає, що дитиною постраждала від занадто обмежувальної освіти у віденській католицькій школі при монастирі. Мати планувала кар'єру доньки як музичного вундеркінда, тому з раннього віку Ельфріде навчалася у класах фортепіано, органа, скрипки, гітари та альта. Єлінек продовжила музичну освіту у Віденській консерваторії, яку закінчила як органістка. Також вивчала історію мистецтва та драми у Віденському університеті, але змушена була покинути навчання через нервовий зрив.
Єлінек почала писати вірші у ранньому віці. Літературний дебют письменниці відбувся у 1967 році зі збірки «Тіні Лізи» (нім. «Lisas Schatten.»)
На початку 1970-х бере шлюб з Готтфідом Хюнсбергом.
Українською мовою перекладено романи «Коханки», «Піаністка», «За дверима», «Хіть», збірку «Смерть і діва».
Роман «Піаністка» екранізовано в 2001 р. австрійським режисером Міхаелем Ганеке. Головні ролі виконали Ізабель Юппер (Еріка Когут) та Анні Жірардо (мати).

## Романи
- 1970 — «Ми — принада, дитинко!» (Wir sind Lockvögel baby!)
- 1979 — «bukolit. hörroman»
- 1972 — «Міхаель. Книга для молоді інфантильного суспільства» (Michael. Ein Jugendbuch für die Infantilgesellschaft)
- 1975 — «Коханки» (Die Liebhaberinnen)
- 1980 — «Зневажені» («За дверима» в українському перекладі) (Die Ausgesperrten)
- 1983 — «Піаністка» (Die Klavierspielerin)
- 1985 — «Oh Wildnis, oh Schutz vor ihr»
- 1989 — «Хтивість» («Хіть» в українському перекладі) (Lust)
- 1997 — «Діти мерців» (Die Kinder der Toten)
- 2000 — «Пожадливість» (Gier)

## П'єси
- 1977 — «Що сталося після того, як Нора покинула свого чоловіка, або Підпори суспільств» (нім. Was geschah, nachdem Nora ihren Mann verlassen hatte, перекладено українською у 2012 році)
- 1981 — «Клара Ш.» (Clara S.)
- 1983 — «Міський театр» (Burgtheater)
- 1984 — «Хвороба, або Сучасні жінки»
- 1987 — «Президент Абендвінд» (Präsident Abendwind)
- 1988 — «Хмари. Дім» (Wolken. Heim)
- 1991 — «Totenauberg»
- 1994 — «Ресторан для туристів» (Raststätte)
- 1996 — «Stecken, Stab und Stangl»
- 1998 — «Ein Sportstück»
- 1998 — «Він як не він» (er nicht als er)
- «В Альпах» (In den Alpen)
- «Das Werk»
- «Драми принцес» (Prinzessinnendramen)
- 2003 — «Bambiland»
- 2007 — «Заздрість: Приватний роман» (Neid: Privatroman)

## Нагороди
- 1998 — премія ім. Ґеорґа Бюхнера
- 2002 — Мюльгаймська премія з драматургії (за Macht Nichts)
- 2003 — премія ім. Ельзе Ласкер-Шюлер
- 2004 — премія з критики ім. Лессінґа
- 2004 — Мюльгаймська премія з драматургії (за Das Werk)
- 2004 — Нобелівська премія в галузі літератури

## Переклади українською
- Єлінек Е. Піаністка : роман: лауреат Нобел. премії з л-ри 2004 р. / Ельфріда Єлінек; пер. з нім. Наталки Сняданко. — Х.: Фоліо, 2011. — 381 с. — (Бібліотека нобелівських лауреатів). — ISBN 978-966-03-5824-9.
- Єлінек Е. Що сталося після того, як Нора покинула свого чоловіка, або Підпори суспільств / Ельфріде Єлінек; пер. з нім. Тимофій Гаврилів. — Львів: ВНТЛ-Класика, 2012.
- Єлінек Ельфріда, Х.: Коханки; Фоліо; 2012; 223 с. (Карта світу)
- Єлінек Ельфріда, Х.: Хіть; Фоліо; 2012; 287 с. (Карта світу)
- Єлінек, Ельфріде. «За дверима» / Ельфріде Єлінек; з нім. пер. О. Курилас. — К.: Вид-во Жупанського, 2013. — 216 с. ISBN 978-966-2355-41-3
- Єлінек, Ельфріда. "Смерть і Діва" / Ельфріде Єлінек; з нім. пер. Олександри Григоренко. - Чернівці: Книги ХХІ, 2015. - 128 с. ISBN 978-617-614-093-1